# حارة التعاون (أزال)
حارة التعاون هي إحدى حارات حي مستشفى الثورة بمديرية أزال في مدينة صنعاء، بلغ تعداد سكانها 6328 نسمة حسب تعداد اليمن لعام 2004.